# Théâtre interactif
Ne doit pas être confondu avec Interactive Theatre.
Le théâtre interactif est une forme de théâtre ou l'on fait intervenir le public de différentes manières:
- En lui demandant de  proposer des histoires ou des thèmes à jouer en improvisation Playback Théâtre
- En présentant  une situation sociale  et en lui demandant une réaction qui sera jouée en improvisation

Théâtre forum ou de Théâtre de l'opprimé
- En lui demandant de choisir  par vote entre plusieurs issues possibles qui suivent un texte précis.